# Kilian Kleinschmidt

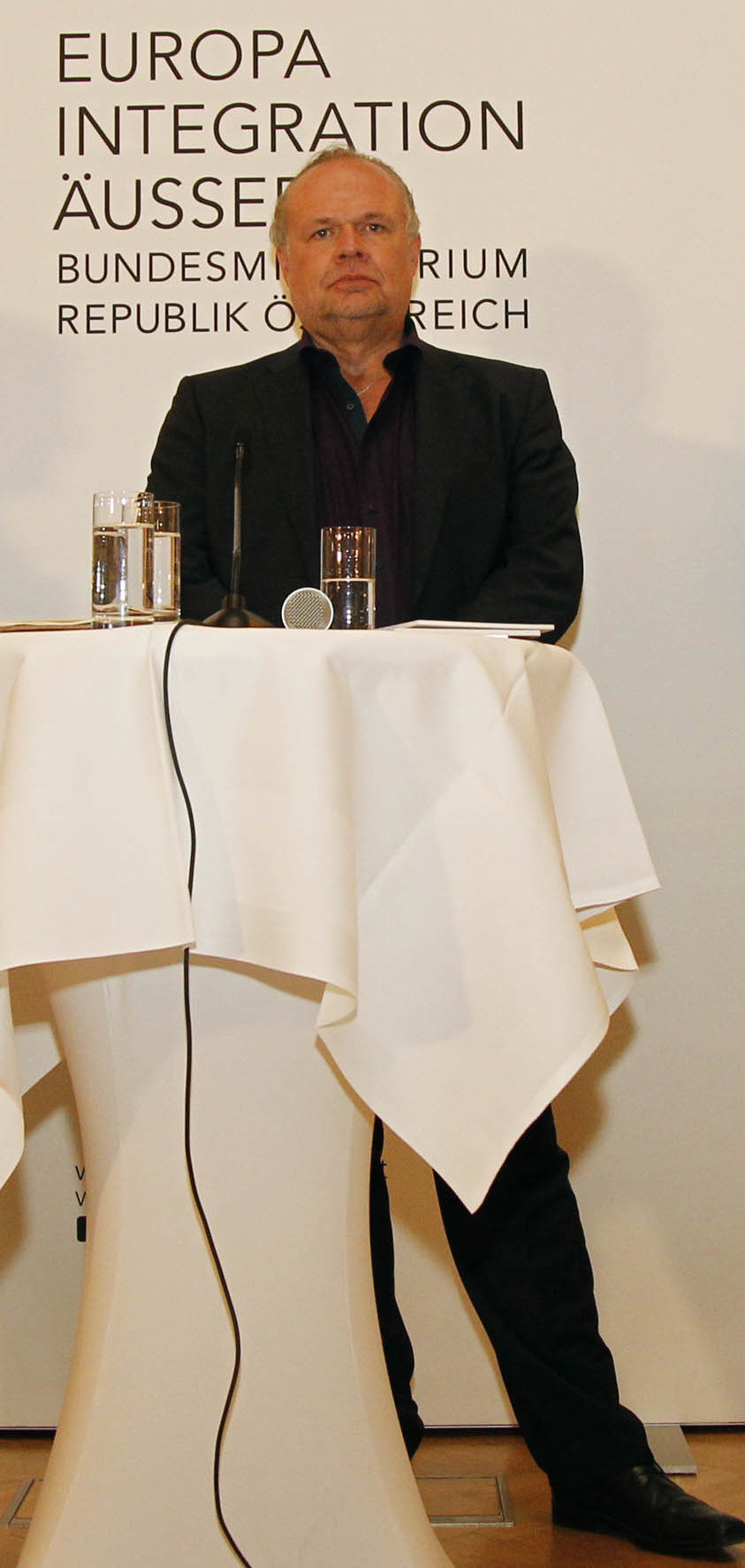
Kilian Kleinschmidt an einer Diskussion im österreichischen Innenministerium

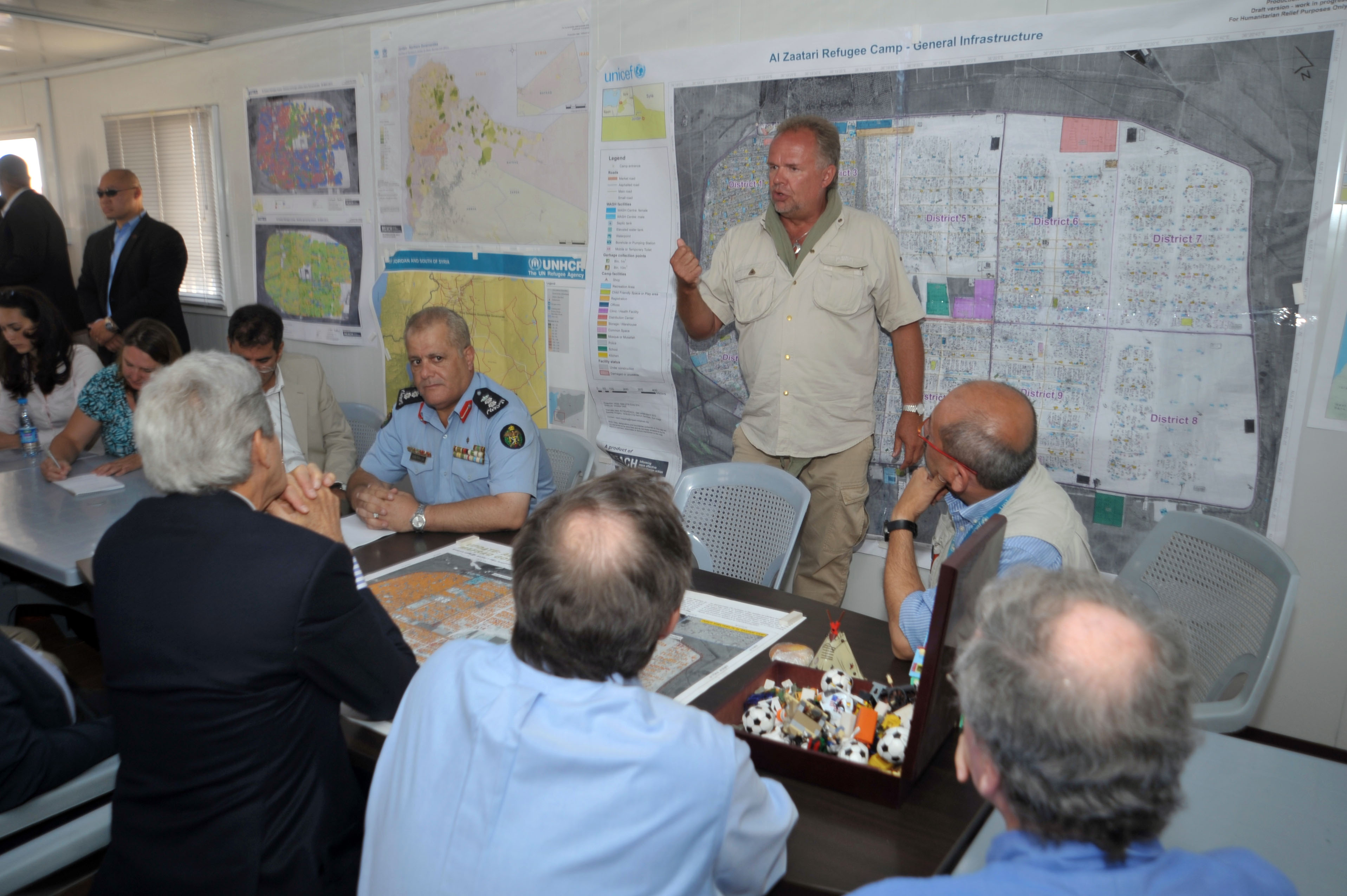
Kilian Kleinschmidt informiert John Kerry über das Flüchtlingslager Zaatari

Kilian Kleinschmidt (* 1962 in Essen, Deutschland) ist ein deutscher Unternehmer, Berater und Redner, ehemaliger Leiter von Flüchtlingslagern und ehemaliger Mitarbeiter des Flüchtlingskommissariats der Vereinten Nationen (UNHCR).

## Leben

### Jugend
Kleinschmidt wuchs in Berlin auf und arbeitete nach dem Abitur bis zum Jahr 1988 als Dachdecker und Ziegenkäse-Bauer in Frankreich in den Pyrenäen. Im Jahr 1988 lernte der Sohn eines Lehrers bei einer Motorradtour durch Mali Entwicklungshelfer kennen und half eine Schule zu bauen. Nach der erfolgreichen Entwicklung eines Berufsbildungszentrums in Uganda wechselte er in die Nothilfe der Vereinten Nationen.

### Tätigkeit für die Vereinten Nationen
In der Folge war er für die Vereinten Nationen beziehungsweise ihre Hilfswerke in verschiedenen Krisenregionen der Erde beschäftigt.
1991 war er für das UN-Welternährungsprogramm im Südsudan tätig und erlebte das „Massaker von Bor“ mit. Nach der Flucht der „Lost Boys of South Sudan“ nach Kenia, die er begleitete, half er für UNHCR das Flüchtlingslager Kakuma zu bauen, das es noch heute gibt.
Anschließend wurde er von UNHCR nach Somalia geschickt, von wo er während der Schlacht von Mogadischu 1993 das Mogadischu-Büro leitete. 1994 koordinierte er das „Displaced Persons Programme“ in Kenia. Nach Einsätzen in Bosnien (1995–1997) und Sri Lanka war er im Zweiten Kongokrieg Koordinator einer Rettungsaktion für 100.000 Flüchtlinge aus Ruanda und organisierte die Luftbrücke von Kisangani nach Ruanda. 1999–2000 koordinierte er die Feldoperationen des UNHCR in Kongo. Von 2001 bis 2004 war er der Koordinator der Migrations- und Flüchtlingsinitiative des Stabilitätspakts für Südosteuropa und etablierte mit Soren Jessen-Petersen das MARRI Center in Skopje. 2005–2006 war er der Direktor des Rückkehrbüros der UNMIK-Verwaltung im Kosovo. 2007–2011 koordinierte er UNHCRs Erdbebenhilfe in Pakistan, das Rückkehrprogramm für Flüchtlinge nach Afghanistan und war 2010 der stellvertretende Sonderbotschafter der Vereinten Nationen in Pakistan. 2012 war er der stellvertretende humanitäre Koordinator für Somalia und als erster hochrangiger UNO-Vertreter wieder in Mogadischu stationiert.
Von 2013 bis 2014 war Kleinschmidt Leiter des Flüchtlingscamps Zaatari. Er ging in dieser Funktion in Dialog mit den von Bewohnern illegal gegründeten Geschäften und Graswurzelbewegungen, um den Status quo zu legalisieren und institutionalisieren. Unter seiner Leitung wurden statt Essensausgaben zwei Supermärkte eingerichtet, in denen die Flüchtlinge mit Bons des World Food Program einkaufen können. Mit Hilfe der Stadt Amsterdam wurde die Planung an Stadtentwicklungstandards angepasst.
2014 verließ Kleinschmidt die Vereinten Nationen.

### Selbstständige Tätigkeit seit 2015
Von September 2015 bis Juni 2016 war er als Berater für das österreichische Innenministerium u. a. für das  Erstaufnahmezentrum Traiskirchen tätig. 2016 war er Berater des deutschen Bundesentwicklungsminister Gerd Müller zum Thema „Fluchtursachen“. 2017 entwickelte er für das österreichische Kanzleramt unter Kanzler Christian Kern mit seinem Team eine Strategie mit innovativen Ansätzen betreffend Migration in Afrika. Kleinschmidt entwickelte hier in Zusammenarbeit mit Joachim Rücker und Michael Castle-Miller das Modell der „Sustainable Development Zones“.
Im selben Jahr wurde Kleinschmidt von Jan Marsalek beauftragt, ein Konzept für ein Flüchtlingsprojekt und die Entwicklung einer Grenzschutztruppe in Libyen zu entwickeln. Er zog sich nach von Wolfgang Gattringger und Brigadier Gustenau arrangierten Treffen mit Marsalek und Andrej Chuprygin aus dem Vorhaben zurück.
Kleinschmidt gründete mehrere Unternehmen, die Vernetzungs- bzw. Vermittlungstätigkeiten anbieten. In Tunesien setzte er ein Projekt für Migranten und aus Europa abgeschobenen Tunesiern um, für die mit Sozial- und Rechtsberatung individuelle Lösungen gefunden werden sollten.
Als Sprecher trat er bereits bei Veranstaltungen wie der TEDx Hamburg, der „Cities of Tomorrow“-Konferenz der New York Times oder an der SAIS auf.  Er ist im Beirat des Forum Alpbach und Berater von diversen Organisationen und Start-ups.
Kleinschmidt ist geschieden und Vater von fünf Kindern.

## Schriften
- Kilian Kleinschmidt, Regina Carstensen: Weil es um die Menschen geht: Als Krisenhelfer an den Brennpunkten der Welt. Econ - Ullstein Buchverlage GmbH, Berlin 2015, ISBN 978-3-430-20180-3.
- Jenny Schuckardt, Kilian Kleinschmidt: Beyond Survival: Flucht. Ankunft. Zukunft. Kinder erzählen ihre Geschichte (DuMont Welt - Menschen - Reisen). DuMont Reiseverlag, Ostfildern 2016, ISBN 978-3-7701-9919-8.
- Kilian Kleinschmidt, Sören Kittel: Tod dem Helfer (DuMont True Tales). DuMont Reiseverlag, Ostfildern 2017, ISBN 978-3-7701-9899-3.